# فیری ۳
فیری ۳ (به انگلیسی: Fairey_III) یک هواگرد از نوع شناسایی ساخت شرکت Fairey Aviation است. هواگرد فیری ۳ نخستین پروازش را در ۱۴ سپتامبر ۱۹۱۷ میلادی انجام داد. این هواگرد در سال ۱۹۱۸ میلادی رسماً معرفی گردید. در مجموع، تعداد ۹۶۴ فروند از این هواگرد ساخته شده‌است.